# Вершина місцевості

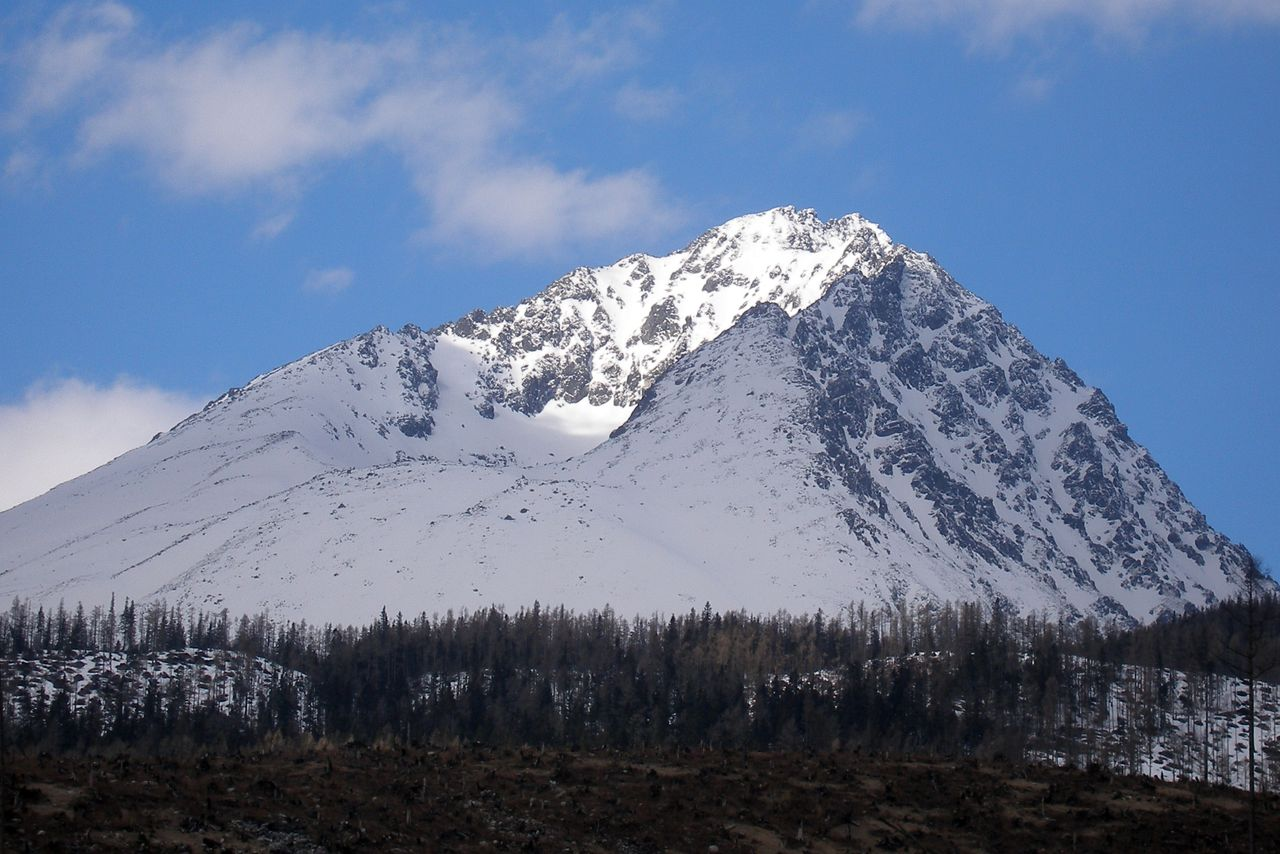
вершина Герлаховський штит у Словаччині

Верши́на місце́вості — у топографії точка на поверхні, що має найбільшу висоту над рівнем моря (серед всіх точок, безпосередньо до неї прилеглих). З математичної точки зору, вершина — локальний максимум висот.
Поняття «гірська вершина» зазвичай використовують стосовно окремих гір, які помітно підносяться над загальним рівнем гірської системи (напр. Ельбрус на Кавказі та ін.)
Вершина гірська — найвища частина гори, масиву, гірського хребта. Може бути піко-, платоподібної та іншої форми, що обумовлено літологією порід, з яких складається, тектонічною будовою.